# Ronald Ross
Ronald Ross KCB FRS (Almora, 13 de maio de 1857 — Londres, 16 de setembro de 1932) foi um médico britânico.
Foi agraciado com o Nobel de Fisiologia ou Medicina de 1902, pela descoberta do processo de contaminação do organismo humano pela malária. Sua descoberta do parasita da malária no trato gastrointestinal do mosquito Anopheles levou à percepção de que a malária foi transmitido por Anopheles, e lançou as bases para o combate à doença.
Em 1901, Ross foi eleito membro da Real Colégio de Cirurgiões e também um companheiro da Royal Society, de que ele se tornou vice-presidente de 1911-1913. Em 1926, foi homenageado pelo governo inglês com a construção do Instituto e Hospital Ross de Doenças Tropicais.

## Biografia
Filho de um general do exército inglês, Ross se formou em medicina em Londres, na escola de Saint Bartholomew. Em seguida entrou para o serviço médico na Índia. Em 1892 iniciou seus estudos sobre a malária e, dois anos depois, começou a pesquisar a hipóteses de Charles Louis Alphonse Laveran e Patrick Manson de que os mosquitos são responsáveis pela propagação da doença. Na África Ocidental descobriu as espécies de mosquitos que transmitem a malária.
Ross também pesquisou as formas de prevenção à malária na região do Canal de Suez, Grécia e Chipre e nas áreas atingidas pela Primeira Guerra Mundial (1914 a 1918). Morreu em Londres em 16 de dezembro de 1932.

## Livros
- Report on Cholera, General Sanitation, and the Sanitary Department and Regulations, in the C. & M. Station of Bangalore (1896)
- Versão digitalizada disponível na Biblioteca Nacional da Escócia
- Report on the Nature of Kala-azar (1899). Versão digitalizada disponível na Biblioteca Nacional da Escócia
- Malarial Fever: Its Cause, Prevention and Treatment; Containing Full Details for the Use of Travellers, Sportsmen, Soldiers, and Residents in Malarious Places (1902)
- First Progress Report of the Campaign Against Mosquitoes in Sierra Leone (com Charles Wilberforce Daniels) (1902)
- Notes on the Parasites of Mosquitoes Found in India Between 1895 and 1899
- Hygiene for Indian Scholar
- Note on the Bodies Recently Described by Leishman and Donovan (1903)
- Further Notes on Leishman's Bodies (1903)
- Report on Malaria at Ismailia and Suez (1903)
- Leishmania Donovani Found in Kala-azar (1904)
- Researches on Malaria (1905)
- Note on a Flagellate Parasite Found in Culex Fatigans (1906)
- Malaria in Greece (1909)
- Missionaries and the Campaign Against Malaria (1910)
- A Case of Sleeping Sickness Studied by Precise Enumerative Methods: Regular Periodical Increase of the Parasites Disclosed (com David Thomson) (1910)
- Discussion on the Treatment of Malaria (1918)
- Mosquitoes and Malaria in Britain (1918)
- Suggestions for the Care of Malaria Patients (1919)
- Observations on malaria (1919)
- Memoirs, with a Full Account of the Great Malaria Problem and Its Solution (1923)
- Malaria-control in Ceylon Plantations (1926)
- Solid Space-algebra: The Systems of Hamilton and Grassmann Combined (1929)
- A Summary of Facts Regarding Malaria Suitable for Public Instruction (com Malcolm Watson) (1930)
- Memories of Sir Patrick Manson (1930)
- The solution of equations by iteration (com William Stott) (1930)
- A Priori Pathometry (com Hilda Phoebe Hudson) (1931)
- Mosquito Brigades and How to Organise Them ISBN 978-1-2905-5311-7